# جيف رينولدز
جيف رينولدز (بالإنجليزية: Jeff Reynolds)‏ هو منافس ألعاب قوى أمريكي، ولد في 25 يناير 1966.

## روابط خارجية
- جيف رينولدز على موقع الاتحاد الدولي لألعاب القوى (الإنجليزية)